# Botanični vrt Univerze v Ljubljani
Botanični vrt Univerze v Ljubljani, ustanovljen leta 1810 (s prvotnim imenom Vrt domovinske flore), je najstarejša kulturna, znanstvena in izobraževalna ustanova z nepretrganim delovanjem v Sloveniji. Vrt je bil ob ustanovitvi precej večji; kasneje pa so ga prizadele gradnje Ižanske ceste in dolenjske železnice, zato je sedaj stisnjen v razmeroma majhno trikotno površino. V njem raste mnogo vrst rastlin in tudi endemitov, ki so drugod že izumrle. Deluje pod okriljem Biotehniške fakultete v Ljubljani. Vrt je bil leta 2008 razglašen za kulturni spomenik državnega pomena.

## Zgodovina
Vrt je bil ustanovljen leta 1810 kot šolska ustanova, z namenom predstavljati domovinsko floro. Njegovega pobudnika, Franca Hladnika, je francoski maršal Auguste Marmont, prvi in glavni guverner Ilirskih provinc, določil za vodjo vrta. Hladnik je za postavitev vrta izbiral med zemljiščem pri Tivoliju in prostorom ob Ižanski cesti. Odločil se je za lokacijo ob Ižanski cesti,  verjetno zaradi možnosti širitve proti širokemu barju, pri tem seveda ni mislil na bodoče ovire kasneje zgrajene infrastrukture mesta. Že spomladi 1810 je začel presajati rastline, ki jih je gojil že prej na licejskem vrtu. Kot navaja Voss (1885, ponatis 2008) je zasadil okoli 2000 vrst kranjskih rastlin, ki so bile prinešene iz okolice Ljubljane, Idrije, s Karavank in Bohinjskih planin. Na odprtje vrta je prišel celo sam maršal Marmont in zasadil lipo, ki kraljuje v drevesnem delu vrta še danes.
Vrt je po odhodu Francozov in obnovi avstrijske uprave (1814) deloval še naprej kot srednješolska ustanova in se polagoma razvil v središče botaničnih raziskav na tedanjem Kranjskem. Hladnikov naslednik je bil Ivan Nepomuk Biatzóvszky, sledil pa mu je Andrej Fleischmann. Vrt je v tem času nenehoma napredoval, leta 1867, ko je Fleischmann umrl, pa je vodstvo prevzel Valentin Konšek, ki je vrt preusmeril v vzgojo sadnih dreves, kar je drastično zmanjšalo število rastlinskih vrst. Leta 1886 je vodenje prevzel Alfonz Pavlin in v vrtu naštel samo še 312 rastlinskih vrst, to številko pa je s pomočjo izmenjav med vrtovi do leta 1910 povečal na 6412 rastlinskih vrst. Pavlinovo obdobje (1886–1931) pomeni čas temeljitih raziskav kranjske flore, nastanek herbarijske zbirke ‘Flora exsiccata Carniolica’ (1901-1936) in zbiranje herbarijske dokumentacije v samem vrtu.
Ob ustanovitvi ljubljanske univerze (1919) je vrt postal njen del (1920), njegove herbarijske zbirke pa temelj herbarija današnjega oddelka za biologijo. Leta 1945 je vodstvo vrta prevzel Jože Lazar. V času njegovega vodenja so zgradili rastlinjak in laboratorijski prostor, obnovili so pomožne vrtnarske naprave, skopali bajer, kjer so opazovali procese zaraščanja, in uredili skalnjak na katerem so zbrali rastline z goratih delov Krasa. Med letoma 1960 in 1992 je botanični vrt vodil Vinko Strgar, ki je bil biolog in tudi izučeni vrtnar - praktik. Opravil je več raziskav na primerkih slovenskih endemitov. Po Strgarjevi smrti (1992) je vrt začasno vodil Tone Wraber, od leta 1995 pa ga vodi Jože Bavcon.

### Seznam vodij Botaničnega vrta
Seznam je urejen kronološko.
- Franc Hladnik (1810–1834)
- Janez Nepomuk Biatzovsky (1834–1850)
- Andrej Fleischmann (1834–1867)
- Valentin Konšek (1867–1886)
- Alfonz Pavlin (1886–1931)
- Jože Lazar (1946–1967)
- Vinko Strgar (1968–1992)
- Tone Wraber (1992–1995)
- Jože Bavcon (od 1995)

## Vsebinske enote v vrtu
- Arboretum je največji del v najstarejšem delu vrta; zasajen je z različnimi predstavniki dreves in grmovnic.
- Rastlinski sistem predstavljajo grede v osrednjem delu vrta, kjer so rastline razvrščene po sorodstvenih merilih. Tu je predstavljeno okoli 80 različnih družin, ki so zastopane z različnim številom rodov.
- Bazeni z vodnimi in močvirnimi rastlinami in bajer zasedajo predvsem močvirske in vodne rastline, ki zaradi posebnih razmer lahko uspevajo  izven naravnih rastlišč.

- Skalnjak je poraščen z rastlinami iz gorskih predelov in Krasa. Rastline so razporejene glede na različne ekološko-geografske skupine.
- Tropski rastlinjak naseljuje predstavnike tropskih rastlinskih vrst, ki potrebujejo večjo zračno vlago in enakomerne temperaturne razmere skozi vse leto.
- Sredozemske rastline izhajajo iz različnih koncev sveta. Zasajene v velikih loncih in poleti razstavljene po vrtu, pozimi pa prezimujejo v rastlinjaku.
- Tematski vrt zajema različne skupine rastlin glede na njihovo uporabo: zdravilne, strupene, industrijske ...
- Gojitveni del sestavljajo grede za vzgojo in množenje rastlin, namenjenih za zasaditev v različnih delih vrta, obenem pa je tudi prostor za raziskovalno delo.

Botanični vrt upravlja tudi z nekaj dislociranimi enotami. Od 1999 vzdržuje suhi travnik na savski terasi na severnem obrobju Ljubljane, ki ga kosi enkrat letno in na ta način vzdržuje biotsko raznovrstnost rastlin. Od leta 2000 skrbi za nasad japonskih češenj, darilo države Japonske Sloveniji, na lokaciji bodočega vrta pod Rožnikom ob Biološkem središču na Večni poti. Od jeseni 2009 upravlja tivolski rastlinjak z bogatim tropskim rastlinjem, kaktusi in orhidejami. V poletnim mesecih na zelenici ob rastlinjaku razstavi sredozemske rastline v loncih, ki jih v hladnem delu leta prezimuje v rastlinjaku v Biološkem središču.

## Botanični vrt danes
Danes je na 2 hektarjih površine zasajenih preko 4500 rastlinskih vrst, podvrst in oblik. Trenutni vodja botaničnega vrta je Jože Bavcon, ki je leta 2004 organiziral dokončanje izgradnje rastlinjaka za sredozemske rastline v okviru biološkega središča pod Rožnikom. Tu naj bi bila tudi bodoča razširjena lokacija Botaničnega vrta, ki bi mu omogočala nadaljnji razvoj.
Botanični vrt ni le prostor za počitek in sprehod, med njegove naloge sodijo vzdrževanje in bogatenje banke semen in rastlin, izmenjava semen rastlin z drugimi botaničnimi vrtovi po svetu, varstvo ogroženih rastlinskih vrst in raziskave s področja rastlin. Pomembno vlogo ima tudi izobraževanje širše javnosti. Vse rastline v vrtu so opremljene z napisnimi tablicami; v vrtu nudijo vodene oglede za posameznike, skupine in šolsko mladino. Pogosto pripravljajo predavanja in razstave o rastlinah in vrtovih ter delavnice za otroke in odrasle.
V juliju 2008 je nastopila največja finančna kriza botaničnega vrta v Ljubljani, ki ob pomanjkanju sistemsko urejenega financiranja vse do danes ogroža njegove stalne dejavnosti in tudi sam obstoj.
11. julija 2010 je vrt praznoval dvestoletnico obstoja. Ob tej priložnosti je izšla monografija 200 let Botaničnega vrta v Ljubljani, avtorja Jožeta Bavcona, Banka Slovenije pa je izdala  priložnostni evrokovanec, na katerem je upodobljeno socvetje rebrinčevolistne hladnikije (Hladnikia pastinacifolia), ki ga obkroža  besedilo 200 LET •  BOTANIČNI VRT •  LJUBLJANA •  SLOVENIJA 2010. Decembra 2010 je bil odprt tudi nov rastlinjak za tropske rastline, v katerega so preselili tropske rastline iz starega rastlinjaka, predvsem pa zasadili veliko novih. Nekatere so donirali  evropski botanični vrtovi, s katerimi botanični vrt redno in tesno sodeluje.
Od leta 1995 je vrt včlanjen v mednarodno organizacijo botaničnih vrtov Botanic Gardens Coservation International (BGCI), od leta 2003 pa še v mednarodno združenje alpskih botaničnih vrtov AIGBA (Associazione Internazionale Giardini Botanici Alpini). Od vstopa Slovenije v Evropsko Unijo v 2004 ljubljanski botanični vrt zastopa v Evropskem konzorciju botaničnih vrtov mrežo slovenskih botaničnih vrtov.
Velika pridobitev za vrt je nov tropski rastlinjak, odprt decembra 2010,  v katerega so preselili tropske rastline iz starega rastlinjaka, predvsem pa zasadili veliko novih rastlin. Mnoge od njih so donacije iz evropskih botaničnih vrtov, s katerimi ljubljanski botanični vrt redno sodeluje. Kljub pomanjkanju sistemsko urejenega financiranja, vrt postopoma ureja in dopolnjuje posamezne dele. V  okolici rastlinjaka so prenovili gojitvene grede, postavili kuhinjski in zeliščni vrt. 2013 so s pomočjo Mestne občine Ljubljana prenovili stari rastlinjak iz leta 1955, ki ga je projektiral Plečnikov učenec Gaberščik. V istem letu so uredili  knjižnico pokojnega botanika Toneta Wraberja, ki jo je vrtu donirala družina Wraber.
Leta 2016 je zaživela prenovljena semenska banka, ki zbira in hrani semena rastlin iz vrta ter drugih slovenskih rastlin z naravnih rastišč. V vrtu vsako leto izdajo Index seminum - seznam v vrtu in v naravi nabranih semen rastlin. Seznam pošljejo na 300 botaničnih vrtov po svetu. Od 140 do 180 botaničnih vrtov po svetu letno naroči semena različnih rastlin, tako da letno razpošljejo preko 2000 zavojčkov semen.
Botanični vrt je v letu 2017 pridobil dodatno zemljišče, ki ga z matičnim vrtom povezuje pešpot čez Botanični vrt. Dostop je mogoč tudi iz Ižanske ceste in Orlove ulice. Na razširjeni lokaciji Botaničnega vrta že stoji učni čebelnjak.